# Thomas Jerome Welsh
Thomas Jerome Welsh (Weatherly (Pennsylvania), 20 december 1921 - Allentown (Pennsylvania), 19 februari 2009) was een Amerikaanse rooms-katholieke bisschop. 
In 1946 werd hij priester gewijd en in 1970 werd bij benoemd tot hulpbisschop van het aartsbisdom Philadelphia. Enkele maanden later werd hij gewijd tot titelvoerend bisschop van Inis Cathaig, de oude naam van het eilandje Scattery Island in de Shannon Estuary in Ierland. In 1974 werd hij de eerste bisschop van Arlington (Virginia) en in 1983 de tweede bisschop van Allentown. In 1997 ging hij met emeritaat.
- Gemeinsame Normdatei: 173282660
- International Standard Name Identifier: 0000 0000 4183 0829
- Library of Congress Control Number: no98126317
- Virtual International Authority File: 63634315
- WorldCat: E39PBJyhckXGYyKWwvRGm3j3cP